# Белзский детинец
Белзский детинец — деревянный детинец древнерусского Белза, находившийся на низком левом берегу реки Солокия. Между старым и новым руслом реки (это место ныне известно как урочище Замочек) находилась укреплённая часть города, состоявшая из детинца и окольного города. Валы и рвы до наших дней почти не сохранились. Детинец охватывал площадь 4 га и имел прямоугольную форму (приблизительно 220 на 190 м). Белз являлся одним из немногочисленных примеров древнерусского города, в котором детинец по площади превосходил окольный город, чья площадь составляла лишь 3 га. Окольный город примыкал к детинцу с юго-востока.
Мощность культурного слоя в детинце Белза превышает 2,5 м. В конце XII века Белз приобрёл в Волынском княжестве важное значение, в нём появились удельные князья. Посреди детинца находился княжеский двор с дворцом и хозяйственные постройки. Замковая церковь, вероятно, стояла в северо-западной части. Обнаружены остатки наземных домов с глинобитными полами, хозяйственные ямы, развал гончарного горна. Среди находок — гончарная древнерусская посуда, орудия труда, ножи, боевой топор, наконечники стрел, шпоры, обломки стеклянных браслетов, шиферные пряслица, изделия из кости, свинцовая печать с надписью «Дьнеслово». Абсолютное большинство находок датируется XI—XIV веками, преобладают материалы XII—XIII веков.
Древности Белза известны в специальной литературе с конца XIX века. В 1930-е годы памятник осматривался Л. И. Чачковским, составившим его описание. В 1963 году город обследовал П. А. Раппопорт. Систематические раскопки в Белзе проводила экспедиция под руководством В. М. Петегирича.